# Ядро комети

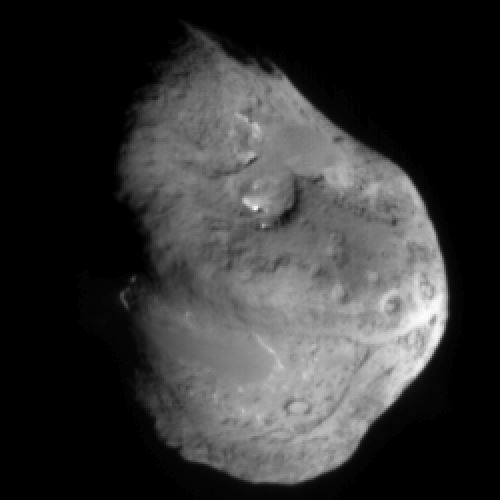
Ядро комети Темпеля 1

Ядро комети — це тверда центральна частина комети, що у більшості випадків, має діаметр у кілька кілометрів, і складається з приблизно рівних частин кометного льоду, дрібного силікатного пилу, гірських порід, органічних матеріалів та замерзлих газів. У кометних льодах переважає водяний лід, що становить близько 80 %, інші ж 20 % припадають на такі хімічні сполуки, як монооксид вуглецю, діоксид вуглецю, формальдегід та метанол. Склад силікатного пилу та суміші органічних матеріалів схожий на склад примітивних метеоритів або вуглецевих хондритів. При нагріванні Сонцем гази сублімують і утворюють атмосферу, що оточує ядро, відому як кома. Сила, що діє на кому через радіаційний тиск Сонця та сонячний вітер, спричиняє формування величезного хвоста, спрямованого вбік від Сонця. Типове ядро комети має альбедо 0,04. Це чорніше, ніж вугілля, і може бути спричинено тим, що поверхня комети покрита шаром пилу. Розмір ядра може бути до кількох кілометрів у діаметрі. Хімічний склад кометного ядра також часто описується як брудна сніжна або крижана куля. Вперше такий термін був започаткований Фредом Лоуренсом Віпплом (1950, 1951) і хоча він все ще є популярним у використанні, такий термін не може відповідати вимогам для розуміння еволюції ядер комети.

## Формування ядер
Процес сформування ядер почався в сонячній туманності 4,56 мільярда років тому, коли частинки пилу та льоду осіли в центральній її площині. Осідаючи, ці частинки стикалися і, як наслідок, злипатися один з одним. Так, з мікронного розміру частинок виросли тіла діаметром у метр, а потім й у кілька кілометрів. Можна сказати, що внутрішній склад та характеристика ядра все ще є сферою міркувань вчених. Вважається, що у сонячній туманності, льодяні планетезималі наближалися один до одного із відносно низькою швидкістю (порядку кілька метрів за секунду), якої було недостатньо для того, щоб розплавити і сформувати одне тверде тіло. Однією з правдоподібних теорій виступає теза про те, що комети сформувалися з купи щебеню із високою пористістю, яка була запропонована американським астрономом Полом Віссманном у 1986 році. Ключовими даними, що підтверджують ці моделі, є оцінки об'ємної густини ядра в діапазоні від 0,2 до 1,0 г/см3, з переважними значеннями приблизно 0,3—0,6 г/см3. Також додатковим доказом описаної вище теорії може слугувати розпад ядер, що є доволі поширеним явищем у кометах.
Результати досліджень комети 67P/Чурюмова — Герасименко космічними апаратами Rosetta та Philae показують, що ядро комети немає магнітного поля. Це може свідчить про те, що магнетизм, можливо, не грав ролі в ранньому формуванні планетезималей, якими є комети.
Крім того, спектрограф ALICE на Rosetta визначив, що електрони (у межах 1 км над ядром комети), утворені в результаті фотоіонізації молекул води сонячним випромінюванням, а не фотони від Сонця, як вважалося раніше, відповідальні за деградацію молекул води та вуглекислого газу, що вивільняються з ядра комети в її кому.
30 липня 2015 року вчені повідомили, що космічний корабель Philae, який приземлився на комету 67P/Чурюмова-Герасименко в листопаді 2014 року, виявив щонайменше 16 органічних сполук, 4 з яких (включаючи ацетамід, ацетон, метилізоціанат і пропіональдегід) були помічені на кометі вперше.

## Розпад ядер
Фрагментація ядра комети є, ймовірно, поширеним явищем і розглядається як основний механізм загибелі комети. Оскільки така фрагментація зазвичай відбувається непередбачувано, достовірні спостереження за загибеллю комет рідкісні, тож наразі астрономи не абсолютно впевнені у цій теоріі. Однак проведені дослідження показують, що ядро може раптово розпастися, утворюючи кілька або багато шматків. Розмір таких шматків варіюється від 8 до 60 метрів в діаметрі. Однією з причин розпаду ядра може стати вплив значної гравітації зі сторони масивного тіла, наприклад Сонця або Юпітера, повз які можуть проходити комети, внаслідок чого слабопов'язане ядро буде розірване. Таке явище спостерігалося для навколосонячних комет, комет, що в перигелії проходять надзвичайно близько до Сонця. Доволі цікавим випадком розпаду ядра комети, стало зіткнення комети Шумейкерів — Леві 9 із Юпітером у липні 1994 року. Подальші спостереження показали, що комета була захоплена на орбіту навколо Юпітера і пройшла настільки близько до нього, що її ядро було зруйновано. Була висунута гіпотеза про те, що комета була утворенням із купи щебеню і була розірвана на тисячі кометезималей. Коли ця група тіл вже віддалялася від Юпітеру, то під власною силою тяжіння вони злиплися один з одним, формувавши більші тіла. Цікавим є те, що кінцева кількість тіл залежала від густини початкової комети, і як показали досліди, найкращою густиною для такого формування є 5—6 г/см3. Таким чином, комета Шумейкерів — Леві 9 стала ще одним доказом на користь теорії про структурну будову комет із купи щебеню.

## Спалахи ядер
Можливим для зазначення, є той факт, що ядра можуть також виявляти раптові спалахи, що являють собою викиди газу та пилу. Найвідомішим випадком такого викиду був випадок комети Голмса/17Р у 2007 році, яка за 48 годин збільшила свою яскравість у 400 000 разів, внаслідок чого її видима зоряна величина змінилася з +17m до +2,5m. Одним із можливих пояснень є перехід аморфного льоду у складі комети в кристалічний лід. Іншим можливим поясненням є обертальне розкручування від коми, яка виділяє гази, коли лід сублімується на поверхні ядра неправильної форми.

## Фізичні характеристики
Ядра комет складаються з кометного льоду з додаванням космічного пилу і заморожених летких сполук: монооксиду та діоксиду вуглецю, метану, аміаку і мають форму наближену до сферичного тіла.
Коли кометні ядра наближаються до Сонця, лід на їх поверхні переходить з твердого стану в газ. Через те, що ядро має невеликий розмір, та як наслідок, невелику гравітаційну силу, молекули газу, що сублімувалися поблизу Сонця можуть вільно стікати з поверхні ядра у вакуум, несучи з собою силікатний і органічний пил, що є частиною льоду. Суміш матеріалів, що витікає, утворює кометну кому — атмосферу комети. Коли кома вільно витікає в космос, пил і газ, що витікають із неї, взаємодіють із сонячним вітром і сонячним світлом. Молекули та вільні радикали іонізуються шляхом обміну зарядами з сонячним вітром. Після іонізації вони захоплюються магнітним полем Сонця та розтікаються з високою швидкістю сонячним вітром. Процес утворює довгі, вузькі, прямі сліди, які світяться синім кольором через присутність молекул CO+, що й формують хвости комет.

## Історія досліджень
Ядра комет від 1 км до десятків км в діаметрі не можна було розпізнати за допомогою телескопів. Навіть сучасні гігантські телескопи дали б лише кілька пікселів на ціль, якщо припустити, що ядра не затьмарені комами, коли знаходяться поблизу Землі. Розуміння ядра проти явища коми потрібно було вивести на основі багатьох доказів.

### «Літаюча піщана мілина»
Модель «літаючої піщаної мілини», уперше запропонована наприкінці 1800-х років, розглядає комету як рій тіл, а не як окремий об'єкт. Коли Сонце проходить крізь міжзоряну туманність, матеріал збирається у вихори. Деякі з вихорів будуть втрачені, а деякі залишаться на геліоцентричних орбітах. Слабкий контакт із Сонцем був поясненням довгих, ексцентричних, нахилених орбіт комет. Лід у моделі був відсутній, тому збереження летких речовин пояснювалось процесом адсорбції речовин. Цю модель захищав у середині XX століття Реймонд Літтлтон.

### «Брудний сніжний ком»
Починаючи з 1950-х років американський астроном Фред Лоуренс Віппл просував свою модель «крижаного конгломерату», яка стала поширеною під назвою «Брудний сніжний ком».
Віппл припустив, що комети є крижаними об'єктами, які нагріваються під час наближення до Сонця, що призводить до сублімації льоду на поверхні. Цей процес призводить до утворення коми, яка може досягати 100 000 км. Випаровування брудного льоду вивільняє пилові частинки, які відносяться газом від ядра. Молекули газів в комі поглинають сонячне світло і перевипромінюють його на різних довжинах хвиль (це явище називається флуоресценцією), а пилові частинки розсіюють сонячне світло в різних напрямках. Обидва ці процеси призводять до того, що кома стає видимою для спостерігачів.

### «Крижана брудна кулька»
У 1986 році космічний зонд «Джотто» показав, що, альбедо комети Галлея становить лише близько 4 % — це означає, що вона відбиває тільки 4 % світла. Такої малої відбивної здатності можна очікувати від шматка вугілля, ніж від снігу. Тому, незважаючи на те, що спостерігачам із Землі комета Галлея здається сліпучо-білою, її ядро насправді вугільно-чорне.

## Приклади
У 2022 році за допомогою телескопу Габбл було підтверджено, що відкрита кількома роками раніше комета Бернардінеллі — Бернштейна лідирує за розмірами ядра, чий діаметр становить близько 128 кілометрів.